# Îmi este indiferent dacă în istorie vom intra ca barbari
Îmi este indiferent dacă în istorie vom intra ca barbari è un film del 2018 diretto da Radu Jude.